# Ulrich Marschall genannt Greiff
Veit Ulrich Gustav Gotthold Freiherr Marschall genannt Greiff (* 19. Mai 1863 in Erlebach; † 8. Mai 1923 ebenda) war ein preußischer Generalmajor, Generaladjutant und 1918 Chef des Militärkabinetts.

## Leben

### Herkunft

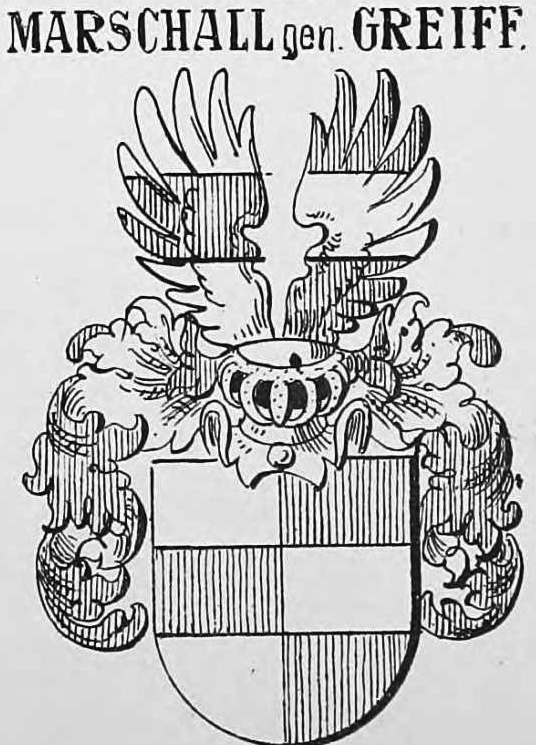
Familienwappen

Ulrich Marschall genannt Greiff entstammte dem altadeligen Thüringer Geschlecht der Greiff mit dem Stammhaus Erlebach, das 1340 mit Heinz Greiff zu Erlebach erstmals urkundlich erschien. Die Greiffen waren Erbmarschälle der Grafschaft Henneberg, wovon sie ihren zweiten Namensteil herleiteten, und gehörten dann der fränkischen Reichsritterschaft an. Die Familie Marschall genannt Greiff auf Erlebach erhielt am 26. März 1884 die herzoglich sachsen-meiningische Anerkennung der Berechtigung zur Führung des Freiherrentitels und Ulrich erhielt als preußischer Fähnrich im 1. Badischen Leib-Grenadier-Regiment Nr. 109 am 8. Mai 1884 vom preußischen Heroldsamt eine gleichfällige Anerkennung.

### Militärkarriere
Marschall genannt Greiff war bis 1902 Chef der 11. Kompanie im 1. Badischen Leib-Grenadier-Regiment Nr. 109 in Karlsruhe, bis er als Hauptmann in die 2. Verpflegungs-Abteilung (B2) des Kriegsministeriums versetzt wurde. Dort versah er seinen Dienst bis 1908. Anschließend arbeitete er als Major (seit 18. Juli 1905) im Militärkabinett und war dort ab 1912 Abteilungschef. Er trat dann am 27. Juli 1918 die Nachfolge von Moriz von Lyncker als Chef des Militärkabinetts an. Im Gegensatz zu seinen Vorgängern war er bereits langjähriges Mitglied des Militärkabinetts. Die Stellung beinhaltete auch die Funktion als vortragender Generaladjutant von Kaiser Wilhelm II.
Das Militärkabinett hörte am 28. Oktober 1918 auf zu existieren, Marschall genannt Greiff war der letzte Chef dieser Behörde. Er schied daraufhin als Generalmajor aus dem Militärdienst.

### Familie
Ulrich Marschall genannt Greiff heiratete am 15. März 1898 in Berlin Adelheid von Goßler (* 16. März 1870 in Erfurt; † 17. Mai 1959 in Erlehof bei Römhild), eine Tochter des preußischen Generalleutnants z.D. Martin von Goßler auf Calbe II und der Marie von Pfuel.
Der Ehe entstammten zwei Töchter, weshalb mit Ulrichs Tod das Geschlecht der Marschall genannt Greiff im Mannesstamm erlosch:
- Eva (* 21. Dezember 1898 in Frankfurt/Oder) ⚭ am 8. Februar 1927 in Coburg den Diplomlandwirt und Gutsbesitzer Werner Clausius, der 1939 als Hauptmann an einer Verwundung in Dnjepropetrowsk, in der heutigen Ukraine, verstarb.
- Marie-Charlotte (* 20. Juni 1902 auf Gut Calbe in der Altmark) ⚭ am 19. Juli 1928 in Ummerstadt im Kreis Hildburghausen den Oberregierungsrat Botho von Zander (* 3. Oktober 1888 in Königsberg; † 26. Juli 1944 in Coburg).[4]